# Giuseppe Cosserich Teodosio
Giuseppe Cosserich Teodosio, il cui primo cognome è anche riportato come Cossirich (in croato: Josip Kosirić Teodošević; Sebenico, 1º novembre 1722 – Traù, 3 marzo 1802), è stato un vescovo cattolico dalmata, ultimo occupante della sede di Curzola.

## Biografia
Giuseppe Cosserich (il secondo cognome, appartenente a sua madre, fu aggiunto in seguito per volontà dello stesso) nacque a Sebenico, allora parte della Repubblica di Venezia, il 1º novembre 1722, ultimo discendente di una famiglia sebenzana originaria dell'Erzegovina, appartenente alla nobiltà croato-ungherese, alla quale la Serenissima aveva riconosciuto il titolo comitale.
Avviato alla carriera ecclesiastica, studiò teologia all'Università della Sapienza di Roma, dove fu ordinato sacerdote nel 1747. Rientrato in patria, fu per diversi anni parroco di varie parrocchie della diocesi di Sebenico e poi abate del monastero di San Lorenzo. Nel corso degli anni progredì nella gerarchia diocesana, divenendo prima canonico, poi arcidiacono e infine vicario generale e visitatore pastorale; in questa vece, nel 1763 fece restaurare la chiesa del Santo Spirito di Sebenico. Nel 1767 conseguì il dottorato in utroque iure presso l'università di Padova.
Nel 1787, dopo essere stato brevemente primicerio di Sebenico, fu scelto come nuovo vescovo di Curzola da papa Pio VI; ricevette la consacrazione episcopale nella basilica di San Marco nell'ottobre dello stesso anni dalle mani del patriarca di Venezia Federico Maria Giovanelli, co-consacranti i vescovi Antonio Maria Gardini e Stefano Domenico Sceriman. La sua principale opera come vescovo, fu il completo restauro della cattedrale curzolana di San Marco, il cui interno fu interamente rifatto e ridecorato in stile tardobarocco.
Mentre si trovava a Traù per alcuni affari pastorali fu colpito da un ictus che ne causò la morte il 3 marzo 1802; fu seppellito nella cappella di San Giovanni di Traù della cattedrale di San Lorenzo. Nel suo testamento, lasciò la sua vasta biblioteca al monastero di San Lorenzo di Sebenico. Dopo la sua morte la sede di Curzola rimase a lungo vacante e fu definitivamente soppressa nel 1828.

## Genealogia episcopale
La genealogia episcopale è:
- Cardinale Scipione Rebiba
- Cardinale Giulio Antonio Santori
- Cardinale Girolamo Bernerio, O.P.
- Arcivescovo Galeazzo Sanvitale
- Cardinale Ludovico Ludovisi
- Cardinale Luigi Caetani
- Cardinale Ulderico Carpegna
- Cardinale Paluzzo Paluzzi Altieri degli Albertoni
- Papa Benedetto XIII
- Papa Benedetto XIV
- Papa Clemente XIII
- Cardinale Giovanni Francesco Albani
- Cardinale Carlo Rezzonico
- Patriarca Federico Maria Giovanelli
- Vescovo Giuseppe Cosserich Teodosio